# Аделфи (Мериленд)
Аделфи (енгл. Adelphi) насељено је место без административног статуса у америчкој савезној држави Мериленд.

## Демографија
По попису из 2010. године број становника је 15.086, што је 88 (0,6%) становника више него 2000. године.
| Група             | 2000.         | 2010.         |
| Белци             | 3.229 (21,5%) | 1.980 (13,1%) |
| Афроамериканци    | 5.974 (39,8%) | 5.531 (36,7%) |
| Азијати           | 1.493 (10,0%) | 1.180 (7,8%)  |
| Хиспаноамериканци | 3.860 (25,7%) | 6.345 (42,1%) |
| Укупно            | 14.998        | 15.086        |